# Lista de prefeitos de Triunfo Potiguar
Esta é a lista de prefeitos de Triunfo Potiguar, município brasileiro do estado do Rio Grande do Norte.
Atualmente, três ex-prefeitos estão vivos: Antonio Estevam, José Gildenor da Fonseca e Maria Lúcia de Azevedo Estevam. O último ex-prefeito a falecer foi Lufran Medeiros, em 24 de março de 2019, aos 84 anos.
| Nº | Prefeito(a) (Nascimento–Falecimento)                                    | Partido | Início de mandato     | Fim de mandato         | Vice-prefeito                     | Observações                     |
| -- | ----------------------------------------------------------------------- | ------- | --------------------- | ---------------------- | --------------------------------- | ------------------------------- |
| 1  | Lufran Medeiros (data de nascimento não encontrada–Mossoró, 24.03.2019) | PPB     | 1º de janeiro de 1997 | 31 de dezembro de 2000 | Antônio Balbino da Silva Leite    | Prefeito e vice eleitos         |
| 2  | Antonio Estevam (Augusto Severo, 05.05.1949)                            | PL      | 1º de janeiro de 2001 | 31 de dezembro de 2008 | Manuel Estavam da Fonseca         | Prefeito e vice eleitos         |
| 2  | Antonio Estevam (Augusto Severo, 05.05.1949)                            | PTB     | 1º de janeiro de 2001 | 31 de dezembro de 2008 | Manuel Estavam da Fonseca         | Prefeito e vice reeleitos       |
| 3  | José Gildenor da Fonseca (Augusto Severo, 07.01.1973)                   | PSB     | 1º de janeiro de 2009 | 31 de dezembro de 2016 | Agenor Ribeiro da Silva           | Prefeito e vice eleitos         |
| 3  | José Gildenor da Fonseca (Augusto Severo, 07.01.1973)                   | PSB     | 1º de janeiro de 2009 | 31 de dezembro de 2016 | Agenor Ribeiro da Silva           | Prefeito e vice reeleitos       |
| 4  | Maria Lúcia de Azevedo Estevam (Augusto Severo, 09.03.1955)             | PSD     | 1º de janeiro de 2017 | 31 de dezembro de 2020 | Francialison Almeida dos Santos   | Prefeita e vice eleitos         |
| 5  | Joana Darc Estevam da Fonseca Silva (Augusto Severo, 28.01.1972)        | PP      | 1º de janeiro de 2021 | até a atualidade       | Manoel Felix                      | Prefeita e vice eleitos         |
| 5  | Joana Darc Estevam da Fonseca Silva (Augusto Severo, 28.01.1972)        | PP      | 1º de janeiro de 2021 | até a atualidade       | Abimael Abson Eufrasio da Fonseca | Prefeita reeleita e vice eleito |